# جيمس ريدلي
جيمس ريدلي (بالإنجليزية: James Ridley)‏ (1736 - 1765)؛ روائي بريطاني. درس في كلية أكسفورد الجامعية. في عام 1812 أستلهم الرسام الإنجليزي جون مارتن لوحته «صادق في البحث عن مياه النسيان» من قصة «حكايات الجني» التي كتبها ريدلي سنة 1764.